# Brandon (Iowa)
Pour les articles homonymes, voir Brandon.
Brandon est une ville du comté de Buchanan, en Iowa, aux États-Unis. La ville est incorporée le 14 avril 1905.

## Source de la traduction
- (en) Cet article est partiellement ou en totalité issu de l’article de Wikipédia en anglais intitulé « Brandon, Iowa » (voir la liste des auteurs).